# Кастильоне-Мессер-Раймондо
Кастильоне-Мессер-Раймондо (итал. Castiglione Messer Raimondo) — коммуна в Италии, расположена в регионе Абруццо, подчиняется административному центру Терамо.
Население составляет 2565 человек, плотность населения составляет 86 чел./км². Занимает площадь 30 км². Почтовый индекс — 64034. Телефонный код — 0861.
Покровителем коммуны почитается святой Донат из Ареццо. Праздник ежегодно празднуется 7 августа.